# České centrum v Paříži
České centrum v Paříži (francouzsky Centre tchèque de Paris) je kulturní centrum v Paříži, jehož posláním je prezentovat kulturu České republiky ve Francii a podporovat kulturní výměnu mezi oběma zeměmi. Nachází se na adrese Rue Bonaparte č. 18 v 6. obvodu, kde v letech 1916-1918 sídlila Česká, posléze Československá Národní rada, v čele s Edvardem Benešem. Budova centra prošla v letech 1992–1996 kompletní přestavbou, jejímž autorem je architekt Zdeněk Zavřel. Centrum bylo otevřeno v roce 1997. V roce 2007 se o centru hovořilo v souvislosti s kauzou Jiří Smetana, v 2011 v souvislosti s kauzou Diag Human a v roce 2017 v souvislosti s kauzou Páleníček.

## Činnost
Centrum je součástí českých center podřízených ministerstvu zahraničí a k jeho úkolům patří podpora české kultury, vzájemného obchodu a cestovního ruchu. Proto spolupracuje s francouzskými institucemi a pořádá různé kulturní akce (výstavy, koncerty, filmová představení, literární večery, konference apod.), organizuje jazykové kurzy, podporuje kontakty českých a francouzských partnerů v oblasti kultury. V jeho budově sídlí francouzské pobočky CzechTourismu, CzechTradu a České školy bez hranic, do roku 2013 v ní sídlila také francouzská pobočka CzechInvestu. Součástí centra je rovněž knihovna a jazzový klub Paris-Prague jazz club. České centrum bylo mimo jiné jedním z hlavních koordinátorů české sezóny ve Francii Bohemia magica, bylo pořadatelem dalším tří českých sezón ve Francii (Česká kultura 60. let, Rok osmmiček, Po 1989) či iniciátorem francouzské obdoby Noci literatury. V roce 2002 založilo mezinárodní jazzový festival Jazzycolors.

## Ředitelé
V letech 1997–2000 byla ředitelkou Lucie Svobodová; v letech 2000–2007 Michael W. Pospíšil; v letech [ujasnit] byla pověřenou řízením Jitka de Préval; v letech 2008–2012 byl ředitelem Martin J. Bonhard, který byl zároveň ředitelem Fóra zahraničních kulturních institutů v Paříži; v letech 2012–2016 opět Michael W. Pospíšil; v letech 2012 a 2016–2017 byl pověřeným řízením Jean-Gaspard Páleníček; od roku 2018 je ředitelem Jiří Hnilica.